# غلين ديفيس (لاعب كرة قدم أمريكي)
غلين ديفيس (بالإنجليزية: Glenn Davis)‏ هو لاعب كرة قدم ومعلق رياضي وصحفي أمريكي، ولد في القرن 20. لعب مع Columbus Capitals ‏.